# Supercúmul Hidra-Centaure
Aquest article és sobre el Supercúmul Hidra-Centaure. Per al cúmul d'Hidra, vegeu cúmul d'Hidra
El Supercúmul d'Hidra-Centaure (SCL 128), o els supercúmuls d'Hidra i Centaure, és un supercúmul dividit en dues parts. És el més proper al Supercúmul de la Verge, en el qual s'hi troba el nostre Grup Local, i en ell la Via Làctia. Inclou diversos cúmuls de galáxias:
- En la part de Centaure
  - Cúmul de Centaure (Abell 3526)
  - Abell 3565
  - Abell 3574
  - Abell 3581
- En la part d'Hidra
  - Cúmul d'Hidra (Abell 1060).
  - Cúmul de la Màquina Pneumàtica (Antlia)

A part dels grups centrals, que estan entre 150 i 200 milions d'anys llum de distància, diversos grups més petits pertanyen al grup.
En les proximitats d'aquest supercúmul s'hi troba el Gran Atractor, dominat pel Cúmul d'Escaire (ACO 3627). Aquest cúmul massiu de galàxies exerceix una força gravitatòria gran, fent que tota la matèria dins dels 50 Mpc experimente un flux massiu de 600 km/s cap al Cúmul d'Escaire.
Aquest supercúmul juntament amb el Supercúmul de la Verge formen una de les cinc parts del Complex de Supercúmuls Peixos-Balena.